# Kanton Baccarat
Baccarat is een kanton van het Franse departement Meurthe-et-Moselle. Het kanton maakt deel uit van het arrondissement Lunéville.

## Geschiedenis
Op 22 maart 2015 werden de kantons Arracourt, Badonviller, Blâmont en Cirey-sur-Vezouze
 opgeheven en werden alle gemeenten van deze kantons opgenomen in het kanton Baccarat, net als de gemeenten Bénaménil, Chenevières, Laneuveville-aux-Bois, Laronxe, Manonviller, Marainviller, Saint-Clément en Thiébauménil van het eveneens op die dag opgeheven kanton Lunéville-Sud. Hierdoor nam het aantal gemeenten in het kanton toe van 20 tot 91.

## Gemeenten
Het kanton Baccarat omvatte tot 22 maart 2015 de volgende gemeenten:
- Azerailles
- Baccarat
- Bertrichamps
- Brouville
- Deneuvre
- Flin
- Fontenoy-la-Joûte
- Gélacourt
- Glonville
- Hablainville
- Lachapelle
- Merviller
- Mignéville
- Montigny
- Pettonville
- Reherrey
- Thiaville-sur-Meurthe
- Vacqueville
- Vaxainville
- Veney

Vanaf 22 maart 2015 kwamen daar de volgende gemeenten bij:
- Amenoncourt
- Ancerviller
- Angomont
- Arracourt
- Athienville
- Autrepierre
- Avricourt
- Badonviller
- Barbas
- Bathelémont
- Bénaménil
- Bertrambois
- Bezange-la-Grande
- Bionville
- Blâmont
- Blémerey
- Bréménil
- Bures
- Buriville
- Chazelles-sur-Albe
- Chenevières
- Cirey-sur-Vezouze
- Coincourt
- Domèvre-sur-Vezouze
- Domjevin
- Emberménil
- Fenneviller
- Fréménil
- Frémonville
- Gogney
- Gondrexon
- Halloville
- Harbouey
- Herbéviller
- Igney
- Juvrecourt
- Laneuveville-aux-Bois
- Laronxe
- Leintrey
- Manonviller
- Marainviller
- Montreux
- Mouacourt
- Neufmaisons
- Neuviller-lès-Badonviller
- Nonhigny
- Ogéviller
- Parroy
- Parux
- Petitmont
- Pexonne
- Pierre-Percée
- Raon-lès-Leau
- Réchicourt-la-Petite
- Réclonville
- Reillon
- Remoncourt
- Repaix
- Saint-Clément
- Saint-Martin
- Saint-Maurice-aux-Forges
- Saint-Sauveur
- Sainte-Pôle
- Tanconville
- Thiébauménil
- Val-et-Châtillon
- Vaucourt
- Vého
- Verdenal
- Xousse
- Xures